# Llibre sobre la Nativitat de Maria
El Llibre sobre la Nativitat de Maria o Evangeli del naixement de Maria, és un llibre apòcrif, una refosa abreujada de l'Evangeli del Pseudo-Mateu. També té influències del Protoevangeli de Jaume.
L'obra, escrita al segle ix en llengua grega, explica la història del naixement i la joventut de Maria, i el seu estil és més delicat i elegant que el de l'original. S'han eliminat del relat aquelles coses que podrien anar contra la mentalitat de l'època, com ara el primer matrimoni de Josep. Durant molt de temps aquesta obra es va atribuir a Jeroni d'Estridó i també, amb menys entusiasme, a Pascasi Radbert. La Patrologia Latina de Migne encara l'atribueix a Jeroni.